# Risikoethik
Als Risikoethik bezeichnet man ein Teilgebiet der Ethik. Gegenstand der Risikoethik ist die moralische Bewertung von Handlungen, deren Folgen hinsichtlich ihres Eintretens, Nutzens und Schadens mit Unsicherheiten behaftet sind. Sie befasst sich mit der allgemeinen Frage, unter welchen Bedingungen eine Person sich selbst oder andere einem Risiko aussetzen darf. Die Risikoethik als Bereich der angewandten Ethik behandelt diese Frage vor allem im Zusammenhang mit gesellschaftlichen Risiken wie der Anwendung von Technologien oder der Zulassung von Medikamenten.

## Einführung

### Moralische Einordnung einer Handlung
Ethik generell versucht Antworten zu geben auf die Frage: „Was soll ich tun?“, bzw.: „Was sollen wir tun?“. Damit sich diese Frage überhaupt stellt, müssen zwei oder mehr Handlungsoptionen zur Verfügung stehen, wobei Nichtstun hier auch als Wahlmöglichkeit verstanden werden muss.
Ethik versucht Regeln zu finden und zu begründen, um in einer konkreten Wahlsituation Handlungsoptionen moralisch zu bewerten als geboten, zulässig oder verboten. Die Bewertung kann grundsätzlich anhand verschiedener Aspekte erfolgen. Je nach Aspekt wird in verschiedene Formen der Ethik unterschieden:
- teleologische Ethik, z. B. anhand der Handlung selbst, an den erwarteten Folgen oder an den tatsächlichen Folgen,
- deontologische Ethik, z. B. eine Handlung findet aus „Pflicht“, d. h. um des moralischen Gesetzes willen statt.

Über die konsequente Ausrichtung an den Handlungsfolgen kategorisiert sich die Risikoethik als teleologische Ethik.

### Typische Merkmale risikoethischer Praxisprobleme
Für die Risikoethik ist von besonderer Bedeutung, dass die Handlungsfolgen zum Zeitpunkt des Handlungsentscheides nicht sicher vorhergesehen werden können. Typischerweise sind bei einem risikoethischen Praxisproblem Entscheider und Risikoträger nicht identisch. Außerdem sind erwarteter Nutzen und erwartete Risiken vielfach zwischen Anspruchsgruppen asymmetrisch verteilt und/oder umstritten.

### Risikobegriff
Innerhalb der Risikoethik selbst bestehen verschiedene Definitionen von Risiko (ausführlich siehe). Diesem Artikel liegt ein Verständnis zugrunde, welches Risiko sieht als Produkt aus Schaden und Wahrscheinlichkeit. Also Risiko = Schaden × Wahrscheinlichkeit. Wahrscheinlichkeit ist hier zu verstehen als mathematische Wahrscheinlichkeit. Schaden als negativ bewertete Folge in einem utilitaristischen Verständnis. Für eine Handlungsoption kann durch Aufsummierung aller möglichen Risiken ein Erwartungswert berechnet werden.
Ein ähnliches theoretische Modell bildet das von John C. Harsanyi entworfene Gleichwahrscheinlichkeitsmodell zur Erklärung des Zustandekommens von Gesellschaftsverträgen.

## Mögliche Entscheidungskriterien
In der Literatur zur Risikoethik wurden in den letzten Jahrzehnten (Stand per 2006) verschiedene Kriterien diskutiert, welche Handhabe bieten sollen zur Bestimmung von moralisch zulässigen oder geforderten Handlungsoptionen.

### Bayes
Das Bayes-Prinzip fordert, den gesellschaftlichen Gesamtnutzen zu maximieren, und entspricht dabei einer utilitaristischen Forderung. Wem Schaden und Nutzen zukommt, ist nicht von Belang: Der Schaden, der einer Person zugefügt wird, kann durch den Nutzen einer anderen Person aufgewogen werden.
Technisch fordert das Bayes-Prinzip folgendes Vorgehen:
1. Die Handlungsoptionen werden aufgelistet.
2. Die möglichen Folgen (positive wie negative) jeder Handlung werden aufgelistet und bewertet.
3. Zusätzlich wird für jede Handlung bestimmt, mit welcher Wahrscheinlichkeit eine Folge eintritt.
4. Wahrscheinlichkeit und Bewertung der Folge werden jeweils multipliziert und die Produkte aufsummiert.
5. Die Handlungsoption, welche die höchste Summe erzielt, ist moralisch geboten.

Kritik am Bayes-Prinzip kann an verschiedenen Stellen ansetzen. Für Nutzen und Schaden müssen Bewertungen gefunden werden, denen alle Akteure rational zustimmen könnten (bzw. zustimmen müssten, wenn sie rational wären). Hierbei ist strittig, ob dies möglich ist. Nutzen und Schaden rechnen sich gemäß dem Bayes-Prinzip auf, und es ist gleichgültig, wer Nutzen und wer Schaden trägt. Das heißt, dass einer Anspruchsgruppe der ganze Nutzen zukommen kann, während die andere die gesamten Risiken trägt. Unter dem Gesichtspunkt der Gerechtigkeit ist dies problematisch.
Prominenter Vertreter des Bayes-Prinzips in der Risikoethik war John C. Harsanyi †.

### Maximin
Das Maximin-Prinzip fordert, diejenige Handlungsoption zu wählen, bei welcher der größte mögliche Schaden am kleinsten ist. In der Literatur wird teilweise auch vom Minimax-Prinzip gesprochen („Minimiere den maximalen Schaden!“)
Technisch fordert das Maximin-Prinzip folgendes Vorgehen:
1. Die Handlungsoptionen werden aufgelistet.
2. Die möglichen Folgen (positive wie negative) jeder Handlung werden aufgelistet und bewertet.
3. Bei jeder Handlungsoption wird der jeweils größte mögliche Schaden bestimmt.
4. Die Handlungsoption, bei welcher der größte mögliche Schaden am geringsten ist, ist moralisch geboten.

Das Maximin-Prinzip gilt als konservativ, da es nur mögliche Schäden in Betracht zieht, selbst wenn die Schadenswahrscheinlichkeit extrem gering ist. Währenddessen wird möglicher Nutzen außer Acht gelassen. Das Maximin-Prinzip wird deshalb von manchen Autoren als lähmend erachtet.
Im Kontext der politischen Philosophie entspricht dem Maximin-Prinzip das Vorsorgeprinzip (siehe auch G. E. Moore).

### Zustimmung
Das Zustimmungskriterium verlangt, dass Personen nur ein Risiko auferlegt werden darf, wenn sie dem zugestimmt haben (z. B. Julian Nida-Rümelin). Daraus ergeben sich verschiedene praktische Probleme:
1. Konsequent angewandt, erhalten durch die Zustimmungsforderung alle Personen, die mit einer Handlung einem Risiko eines Schadens ausgesetzt werden, ein Veto-Recht gegen diese Handlung. Gentechnisch veränderte Organismen dürften also zum Beispiel nur freigesetzt werden, wenn alle potenziell Betroffenen (dem schlimmsten Szenario nach also alle Erdenbewohner) einer Freisetzung zugestimmt hätten. Angenommen, dass sich zu jeder Handlung eine potenziell risikobetroffene Person finden lässt, die nicht einverstanden ist, wären damit alle risikobehafteten Handlungen moralisch verboten.
2. Die Aufwände, alle potenziell Betroffenen vorgängig zu eruieren und um Zustimmung zu fragen, sind real nicht zu leisten (zu hohe Transaktionskosten). Gemäß einem Beispiel von K. P. Rippe[1] dürfte bei einer konsequenten Zustimmungsforderung nur mit dem Rollkoffer zum Bahnhof gehen, wer alle Personen, die potenziell darüber stolpern könnten, vorher um Zustimmung gefragt hätte. Da dies unrealistisch ist, müssten viele alltägliche Handlungen unterbleiben (Lähmung des Alltags) oder die meisten alltäglichen Handlungen wären amoralisch, was aber keine sinnvolle moralische Regelung sein kann.

### Schwellenwerte
Die Idee von Schwellenwerten liegt darin, das Verursachen „trivialer“ Risiken generell als moralisch zulässig zu beurteilen. Die beim Zustimmungskriterium diskutierte Lähmung des Alltages wäre zum Beispiel nicht zu befürchten, wenn Zustimmung nur für die Verursachung von Risiken ab einem bestimmten Ausmaß nötig wäre. Allerdings ist unklar, wie solche Schwellen rational begründet werden könnten.

### Sorgfaltspflichten
Die Idee der Sorgfaltspflichten entspricht einem verbreiteten moralischen Alltagsverständnis: Wer Risiken verursacht, muss angemessene Sorgfalt walten lassen, um diese möglichst gering zu halten. Die potenziell betroffenen Personen müssen aber ihrerseits angemessene Sorgfalt walten lassen. Am schon genannten Rollkoffer-Beispiel: Man darf mit dem Rollkoffer zum Bahnhof gehen, wenn man dies angemessen sorgfältig tut. Man ist dann nicht moralisch verantwortlich, wenn ein Passant, der blindlings durch die Menge rennt, über den Koffer fällt.
Man kann jedoch einwenden, dass der Risikoverursacher durch seine Sorgfalt das Risiko verringert und so klein macht, dass es unter einem Schwellenwert zu liegen kommt. Demnach wäre der Ansatz der Sorgfaltspflichten ein versteckter Schwellenwert-Ansatz. Des Weiteren bleibt unbestimmt, welche Sorgfalt als angemessen bezeichnet werden könnte.

## Ein Beispiel
Das folgende Beispiel (abgeleitet aus einem Bsp. von Thomson) soll die Plausibilität von Schwellenwerten anhand verschiedener Wahrscheinlichkeiten darstellen. Ein analoges Beispiel könnte auch für das Schadensausmaß angeführt werden.
Ausgangslage: Ein breit akzeptiertes moralisches Verbot verbietet das Töten einer anderen Person. Person A darf Person B nicht töten. Daraus leitet sich ab: es ist für A unter moralischen Gesichtspunkten verboten, Handlungen auszuführen, die zu B’s Tod führen.
- Fall 1: Erschießen von B: Nehmen wir an, ein Schuss mit einem Revolver auf B’s Kopf würde B töten. Aus dem Tötungsverbot lässt sich nun ableiten, dass A nicht mit einem Revolver auf B’s Kopf schießen darf.
- Fall 2: Russisches Roulette: A lädt die sechsschüssige Trommel seines Revolvers mit nur einer scharfen Patrone. Er dreht an der Trommel, die zufällig stoppt. B schläft tief und fest. A zielt auf B’s Kopf und drückt ab. Mit einer Wahrscheinlichkeit von 1/6 wird sich nun ein Schuss lösen und B töten. Mit einer Wahrscheinlichkeit von 5/6 ertönt nur ein leises Klicken, das B nicht in seinem Schlaf stört und von ihm nicht wahrgenommen wird. Ist es moralisch zulässig, dass A abdrückt? Warum?/Warum nicht?
- Fall 3: Anrufen von B: A überlegt sich, B anzurufen. Es könnte aber folgendes geschehen: Als das Telefon klingelt, steht B gerade auf einer Leiter. B erschrickt und fällt so unglücklich von der Leiter, dass er stirbt. Die Wahrscheinlichkeit, dass dies passiert, ist wohl äußerst gering – aber es ist nicht ausgeschlossen. Darf A unter moralischen Gesichtspunkten B anrufen? Warum?/Warum nicht?

In allen drei angeführten Fällen kann B zu Tode kommen. Im Fall 1 annähernd mit Sicherheit (nur annähernd, weil der Auslöser klemmen könnte, B so getroffen werden könnte, dass er überlebt usw.). In Fall 2 ist das Risiko zu sterben für B etwa 6-mal geringer. Und im dritten Fall ist es sogar äußerst gering. Die meisten Personen würden sagen, dass A nicht auf B schießen darf, auch nicht an B russisches Roulette spielen darf, aber sehr wohl B anrufen darf. Für die Risikoethik als wissenschaftliche Disziplin reicht es nicht, hier Stellung zu beziehen. Sie muss ihre Stellungnahme begründen, und dabei zusehen, dass sie sich nicht in Widersprüche verwickelt.